# チェ・リム
チェ・リム（Chae Lim）は、株式会社SNKの対戦型格闘ゲーム『KOF MAXIMUM IMPACT』シリーズに登場する架空の人物。担当声優は天野有希子。

## キャラクター設定
キム・カッファンの道場の門下生である少女。『KOF MAXIMUM IMPACT』（以下『MI』）以前は大会出場の経験はなく、「キムの秘蔵っ子」と呼ばれていたが、キムに呼ばれて自分の代わりにKOFに出場するようにと言われたことで初出場となった。
気さくで真面目な性格をしているが、食べ歩きやテディベアが好きで、自分の服が全て自作であるなど、少女らしい一面を持つ。
ソンミという親友がいる。『KOF MAXIMUM IMPACT 2』（以下『MI2』）ではアリス・クライスラーとも友人関係にあることが判明する。

## 技の解説

### 特殊技
流星落
スライディングキックとジャンプ踵落としの連携攻撃。
ネリチャギ
中段判定の踵落とし。
片翼の陣
『MI2』にて追加された技。片足を上げた構えで、足元以外に相手の攻撃が当たると自動的に反撃する。

### 必殺技
飛燕斬

半月斬

覇気脚

ダブルデチャギ
『MI2』にて追加された技。追加入力で「天昇斬」を出せる。
飛翔脚

背水の陣
『MI2』で追加された技。後ろを向く構え。

### 超必殺技
鳳凰脚

鳳凰飛天脚

鳳凰背水連舞脚
『MI2』にて追加された技。「背水の陣」の時のみ使用可能な当身技。成功すると蹴りを繰り出す。
鳳翼天翔脚
『KOF MAXIMUM IMPACT "A"』にて追加された技。キム・ジェイフンの技と違い炎は出ない。
零距離鳳凰脚
キム・カッファンの技とほぼ同じ。

## 関連人物
- キム・カッファン - 師匠
- シャオロン (KOF) - 暗器使いなので危険視している。
- メイ・リー - 『KOF MAXIMUM IMPACT 2』でのコスチュームに彼女のものが登場する。